# Кула (Турция)
Кула (тур. Kula) — город и район в провинции Маниса, Турция.

## География
Находится между 38-39 градусов северной широты и 28-29 градусов восточной долготы. Площадь около 960 кв.км. Климат ближе к средниземноморскому. Средняя температура зимой — 9 градусов цельсия, летом — 26, 4. Осень и весна дождливые, зимой выпадает снег.
В окрестностях имеется 68 вулканов. Они считаются молодыми. Эта вулканическая область образовалась в несколько фаз — образование началось около 1,1 миллиона лет назад. Затем после перерыва вновь продолжилось 200 −300 тысяч лет назад. И наиболее молодые лавовые отложения имеют возраст около 2000 лет.
Ветер и осадки создали из вулканических пород необычной формы образования, называемые по аналогии с Каппадокией — «Куладокия» — местность находится в 13 км от г. Кула по шоссе Измир-Ушак, в сторону Ушака и занимает площадь 37,5 гектар.
В окрестностях Кулы имеются целебные минеральные источники «Акпинар» и «Геленчай», широко известные в Турции.
В 19 км к северо-западу от г. Кула имеются термальные источники, известные ещё с римских времён, и пользующиеся популярностью по сей день. У источников имеются домики, в том числе и с отдельными бассейнами, для проживания .

## История
В 20 км к западу от сегодняшнего г. Кула находился город Моиония (ныне посёлок Гёкчейорен), игравший важную роль во времена Лидийского королевства (столицей которого был город Сарды). Когда правивший Лидией Крёз проиграл войну с персидским царём Киром, город потерял своё значение.
Другой древний город — Сатала (ныне посёлок Сандал) — был важным религиозным центром
Во времена Лидии район Кулы назывался Кетакекаумена (Katakekaumene), что по-гречески означает «сожжённое место» — вероятно, в связи с большим количеством застывшей лавы и вулканического пепла в окрестностях.
Многие города были разрушены сильным землетрясением 17 г.н. э. (оно же разрушило лидийские города Сарды и Филадельфию). Об этом 3 года спустя написал греческий историк и географ Страбон.
В составе Византийской империи Кула называлась Опискон.
Тюрки-сельджуки завоевали Кулу в 1071 году, после малазгиртской войны, при Аладдине Кейкубате. Наиболее активное культурное развитие происходило во времена Сулейман Шаха. В это время построено медрессе Гульхане.
В 1402 г. Кула была взята Тамерланом.

## Достопримечательности
В г. Кула имеется около 2400 хорошо сохранившихся исторических зданий XVII-XVIII веков, являющихся памятниками архитектуры. Дома богато украшены уникальной росписью, резьбой по дереву, имеются уникальные металлические детали (решётки, замки и т. п.) Здания представляют единый ансамбль типичного оттоманского городка. Все здания имеют типичные внутренние дворики, часто с садами.
Этнографический музей — отреставрированный дом седьмого президента Турции Кенана Эврена (который родился здесь) — личные вещи Кенана Эврена, ковры, старые произведения искусства. Напротив — «турецкий дом» — представляющий жизнь большой турецкой семьи — сюда обычно приводят всех туристов.
Мечети:
- Куршунлу Джами — построена в 1496 г. Ходжой Сейфеттином.
- Эски Джами — 1520 г.
- Сойуклу Куйю Джами, окружена невысокими стенами; построена в XV-XVI веке.
- Хаджи Абдурахман Джами — 1575 г.
- Паша Джами — начало XVIII века.
- Неджим Джами — XVIII век.

Мавзолей Суйлеман-шаха. — 1388 г. Напротив мавзолей его жены, которая была внучкой Джеладдина Руми.
Мавзолей Юнуса Эмре — находится в 10 км от г. Кула и 25 км от трассы Измир-Анкара, в деревне Эмре. Деревня известна в течение 700 лет. Юнус Эмре — известный суфий, поэт и мистик. Мавзолей является местом паломничества.
Йени хамам — новая баня. Построена в 1351 году.
Источники:
- Ходжаджи чешме — отличается необыкновенно вкусной водой. Питается водой также от трех других фонтанов (Алан-чешме, Чарчыр-чешме, Эски-чешме)

имеются ещё несколько источников.
Мост Бахас в 13 км от г. Кула. Точное время постройки неизвестно, несколько сотен лет.

## Экономика
Завод по производству минеральной воды «Кула» — 240 000 бутылок в день.
Сельское хозяйство, текстиль, обувь, ковры, кузнечные мастерские, другие ремёсла.
Кула славится также своей вкусной местной кухней.